# Rocquigny (Ardennes)
Pour les articles homonymes, voir Rocquigny.
Rocquigny est une commune française, située dans le département des Ardennes en région Grand Est.

## Géographie

### Description

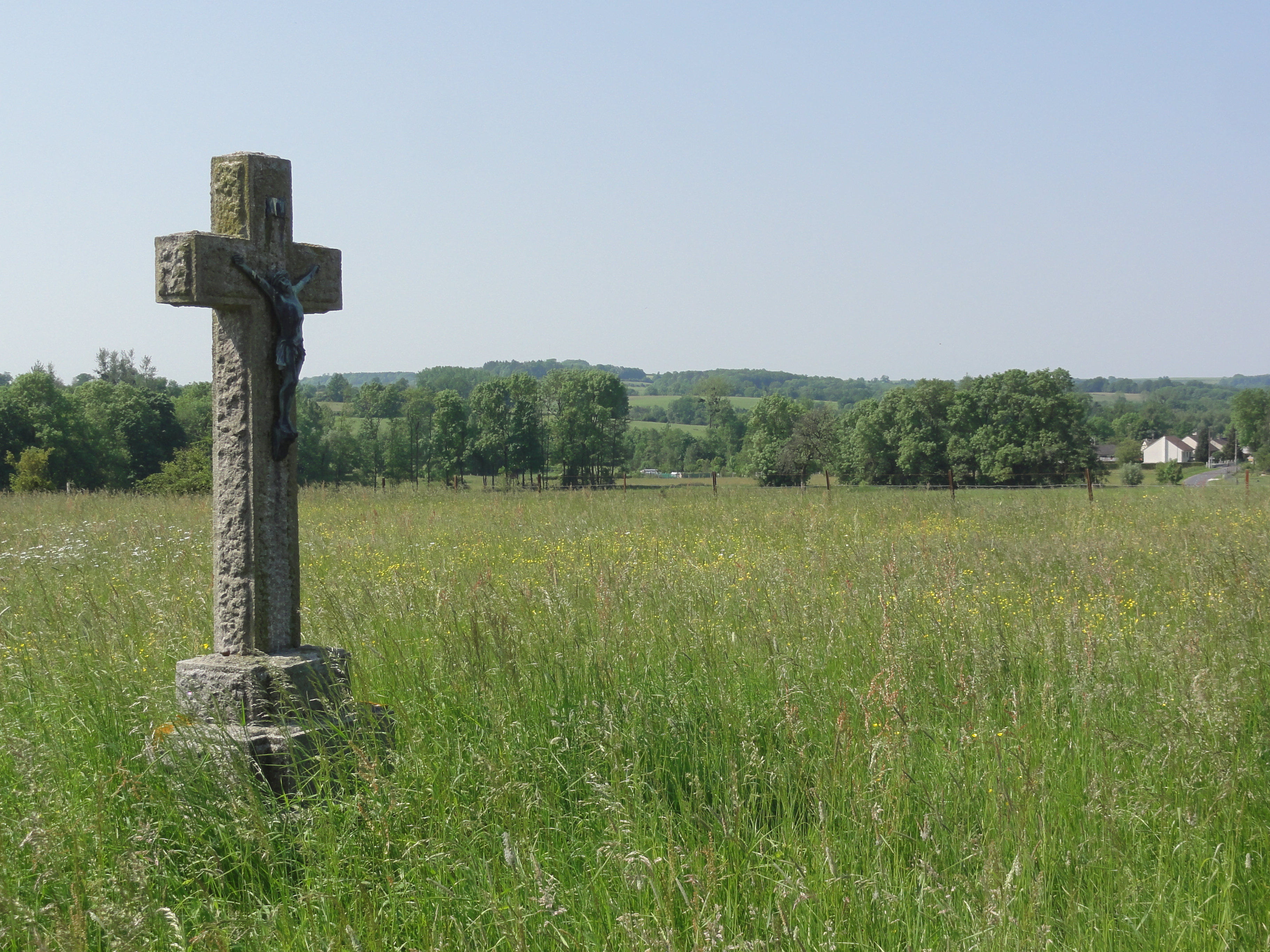
Paysage avec croix de chemin.

La commune est un ensemble de quatre villages ruraux des Ardennes, limitrophe de l'Aisne située à 35 km à l'ouest de Charleville-Mézières, 47 km au nord-est de Laon, 30 km au sud de la frontière franco-belge et à 50 km au nord de Reims.
Elle est desservie par l'ancienne route nationale 378 (actuelle RD 978) qui permet de relier Laon à Charleville-Mézières.

### Communes limitrophes
Les communes limitrophes sont Grandrieux, Raillimont, Résigny, Rouvroy-sur-Serre, Chaumont-Porcien, Le Fréty, La Romagne, Rubigny, Saint-Jean-aux-Bois et Vaux-lès-Rubigny.

### Hydrographie
La commune est dans la région hydrographique « la Seine du confluent de l'Oise (inclus) à l'embouchure » au sein du bassin Seine-Normandie. Elle est drainée par la Serre, le Hurtaut, le ruisseau Doumely, la Serre, le cours d'eau 02 de la commune de Rocquigny et divers autres petits cours d'eau permanents ou intermittents,.
La Serre, d'une longueur de 96 km, prend sa source dans la commune de La Férée, à 265 m d'altitude, et se jette  dans l'Oise (rive gauche) à Danizy, à 52 m d'altitude, après avoir traversé 39 communes.
Le Hurtaut, ou la Malacquise, d'une longueur de 38 km, prend sa source dans la commune de Signy-l'Abbaye, à 235 mètres d'altitude, et se jette  dans la Serre à Chaourse, après avoir traversé 17 communes.
Le ruisseau Doumely, d'une longueur de 12 km, prend sa source dans la commune  et se jette  dans la Vaux à Justine-Herbigny, après avoir traversé cinq communes.

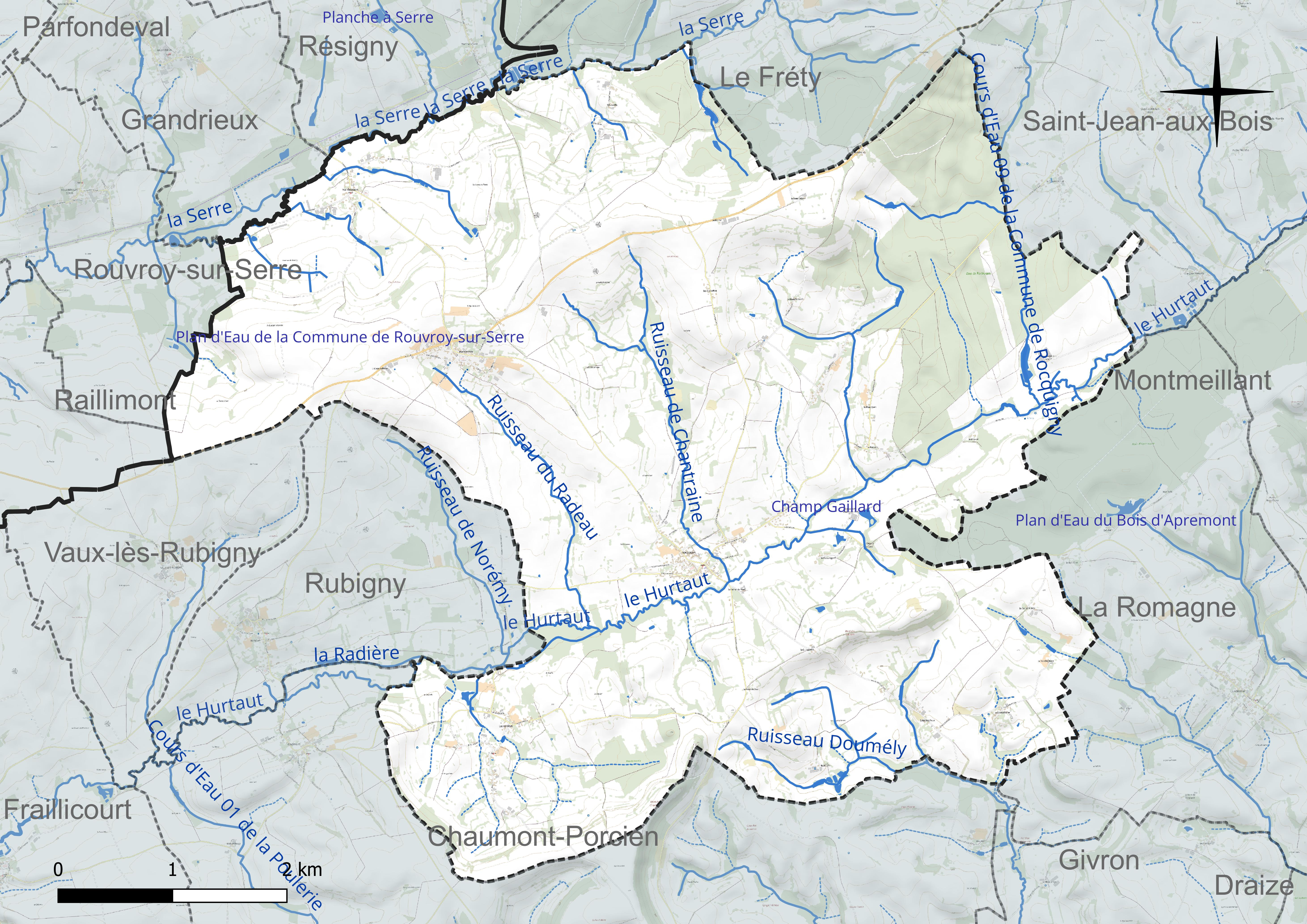
Réseau hydrographique de Rocquigny.

Trois plans d'eau complètent le réseau hydrographique : Champ Gaillard (0,9 ha), le plan d'eau de la commune de Rocquigny (0,8 ha) et le Rit des Loups (2 ha),.

### Climat
Pour des articles plus généraux, voir Climat du Grand Est et Climat des Ardennes.
En 2010, le climat de la commune est de type climat des marges montargnardes, selon une étude du Centre national de la recherche scientifique s'appuyant sur une série de données couvrant la période 1971-2000. En 2020, Météo-France publie une typologie des climats de la France métropolitaine dans laquelle la commune est exposée à un climat océanique altéré et est dans la région climatique Nord-est du bassin Parisien, caractérisée par un ensoleillement médiocre, une pluviométrie moyenne régulièrement répartie au cours de l’année et un hiver froid (3 °C).
Pour la période 1971-2000, la température annuelle moyenne est de 9,9 °C, avec une amplitude thermique annuelle de 15 °C. Le cumul annuel moyen de précipitations est de 888 mm, avec 13,2 jours de précipitations en janvier et 9,8 jours en juillet. Pour la période 1991-2020, la température moyenne annuelle observée sur la station météorologique de Météo-France la plus proche, « Signy-l'abbaye », sur la commune de Signy-l'Abbaye à 13 km à vol d'oiseau, est de 10,2 °C et le cumul annuel moyen de précipitations est de 1 060,5 mm. 
La température maximale relevée sur cette station est de 40 °C, atteinte le 25 juillet 2019 ; la température minimale est de −20,5 °C, atteinte le 17 janvier 1985,,.
Les paramètres climatiques de la commune ont été estimés pour le milieu du siècle (2041-2070) selon différents scénarios d'émission de gaz à effet de serre à partir des nouvelles projections climatiques de référence DRIAS-2020. Ils sont consultables sur un site dédié publié par Météo-France en novembre 2022.

## Urbanisme

### Typologie
Au 1er janvier 2024, Rocquigny est catégorisée commune rurale à habitat dispersé, selon la nouvelle grille communale de densité à 7 niveaux définie par l'Insee en 2022.
Elle est située hors unité urbaine et hors attraction des villes,.

### Occupation des sols

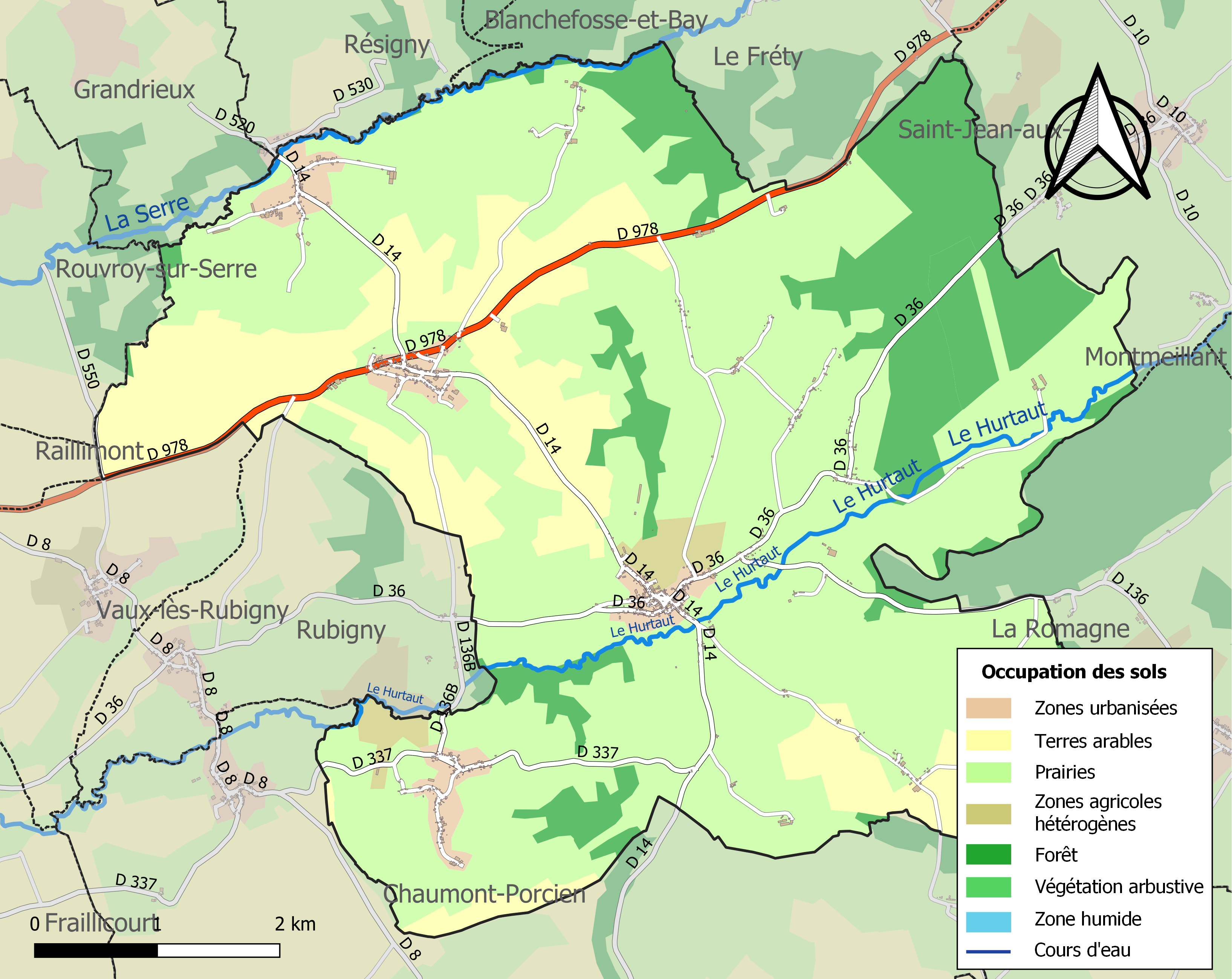
Carte des infrastructures et de l'occupation des sols de la commune en 2018 (CLC).

L'occupation des sols de la commune, telle qu'elle ressort de la base de données européenne d’occupation biophysique des sols Corine Land Cover (CLC), est marquée par l'importance des territoires agricoles (82,3 % en 2018), une proportion identique à celle de 1990 (82,3 %). La répartition détaillée en 2018 est la suivante : 
prairies (63,9 %), terres arables (16,6 %), forêts (14,7 %), zones urbanisées (3 %), zones agricoles hétérogènes (1,8 %). L'évolution de l’occupation des sols de la commune et de ses infrastructures peut être observée sur les différentes représentations cartographiques du territoire : la carte de Cassini (XVIIIe siècle), la carte d'état-major (1820-1866) et les cartes ou photos aériennes de l'IGN pour la période actuelle (1950 à aujourd'hui).

### Quartiers, hameaux, lieux-dits et écarts

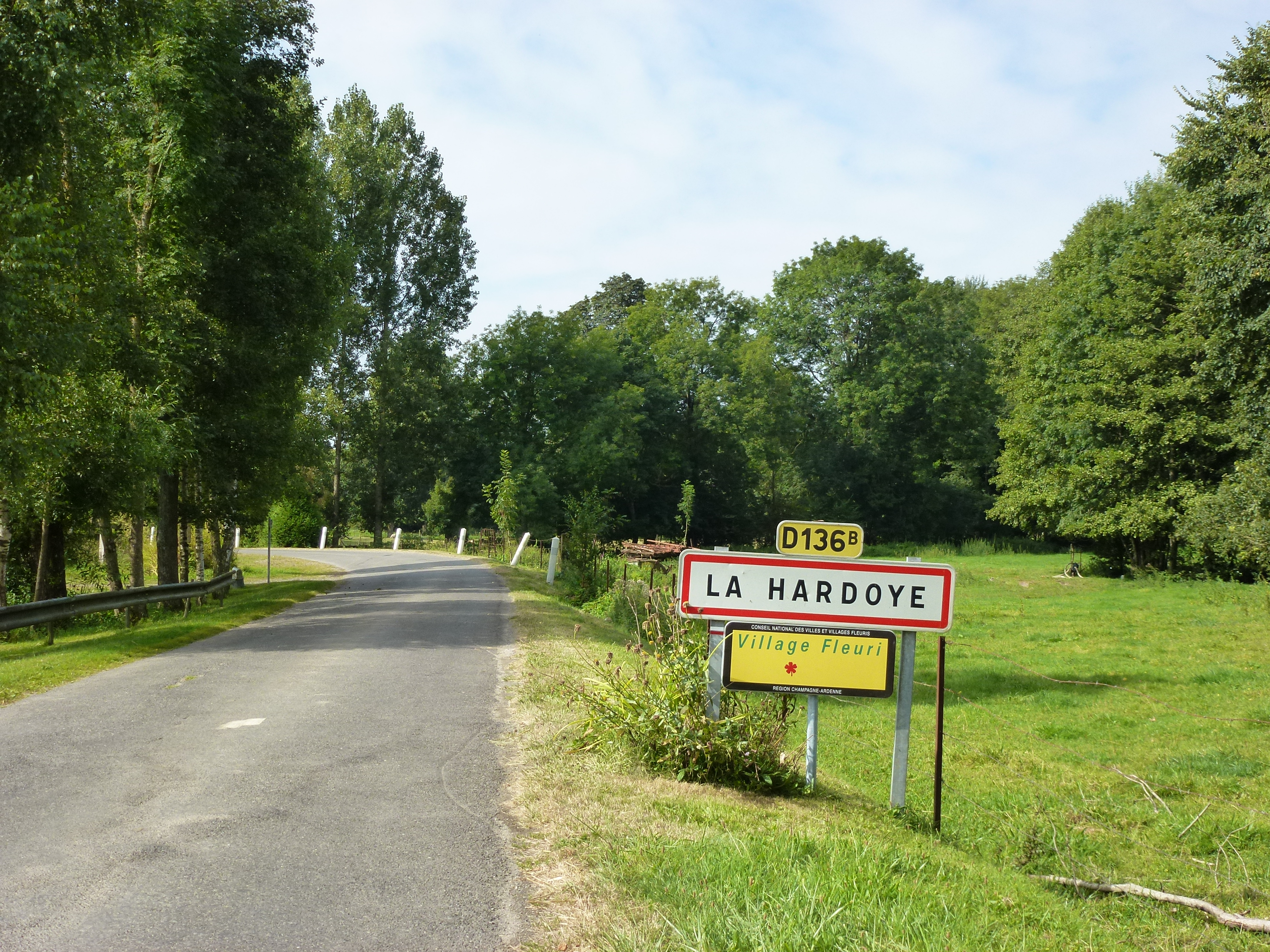

- La Hardoye, village qui fut le premier (en 1973) à faire corps « administrativement » (sous le nom de Rocquigny-la-Hardoye) avec Rocquigny, situé au nord-est.
- Mainbressy, village désormais intégré à la commune de Rocquigny (depuis 1974).
- Mainbresson, village intégré à la commune de Rocquigny (depuis 1974).

## Toponymie
Le nom de la localité est attesté sous les formes Roquenis ou Roquenies en 1248, Roquignis en 1284, de Rokegnis en 1317.

## Histoire
Rocquigny a été desservie par la ligne de Wasigny à Renneville des chemins de fer départementaux des Ardennes, un réseau de chemin de fer secondaire. La ligne a ouvert en 1909 et a cessé son exploitation en 1946. La rue de la Gare rappelle ce passé ferroviaire.
Dans le cadre du mouvement de fusion de communes des années 1970 organisé par la Loi sur les fusions et regroupements de communes de 1971, la commune de Rocquigny instituée par la Révolution française absorbe en 1973 celle de La Hardoye, puis, en 1974, celles de Mainbresson et de Mainbressy.

## Politique et administration

### Rattachements administratifs et électoraux
Rattachements administratifs
La commune se trouve dans l'arrondissement de Rethel du département des Ardennes.
Après avoir été le chef-lieu d'un fugace canton de Rocquigny de 1793 à 1801, la commune faisait partie du canton de Chaumont-Porcien. Dans le cadre du redécoupage cantonal de 2014 en France, cette circonscription administrative territoriale a disparu, et le canton n'est plus qu'une circonscription électorale.
Rattachements électoraux
Pour les élections départementales, la commune fait partie depuis 2014 du canton de Signy-l'Abbaye
Pour l'élection des députés, elle fait partie de la première circonscription des Ardennes.

### Intercommunalité
Rocquigny est membre de la communauté de communes des Crêtes Préardennaises, un établissement public de coopération intercommunale (EPCI) à fiscalité propre créé fin 1995 et auquel la commune avait transféré un certain nombre de ses compétences, dans les conditions déterminées par le code général des collectivités territoriales.

### Liste des maires
| Période                                  | Période                       | Identité         | Étiquette | Qualité                      |
| ---------------------------------------- | ----------------------------- | ---------------- | --------- | ---------------------------- |
| Les données manquantes sont à compléter. |                               |                  |           |                              |
| mars 2001                                | mars 2008                     | Marcel Bertaux   | SE        |                              |
| mars 2008                                | avril 2014                    | Serge Labie      | PS        | Artisan électricien retraité |
| avril 2014                               | juillet 2020                  | Marcel Berteaux, | SE        |                              |
| juillet 2020,                            | En cours (au 2 décembre 2020) | Serge Labie      | PS        | Artisan électricien retraité |

Les maires des communes déléguées pour le mandat 2014-2020 étaient : 
- La Hardoye : Jacqueline Decrouy, assistante familiale ;
- Mainbressy :  Christian Viéville, agriculteur ;
- Mainbresson : Grégory Charlier, artisan maçon[23].

### Distinctions et labels
La commune a obtenu sa première fleure au concours des villes et villages fleuris en 2008

## Démographie
L'évolution du nombre d'habitants est connue à travers les recensements de la population effectués dans la commune depuis 1793. Pour les communes de moins de 10 000 habitants, une enquête de recensement portant sur toute la population est réalisée tous les cinq ans, les populations de référence des années intermédiaires étant quant à elles estimées par interpolation ou extrapolation. Pour la commune, le premier recensement exhaustif entrant dans le cadre du nouveau dispositif a été réalisé en 2006.

En 2022, la commune comptait 652 habitants, en évolution de −5,37 % par rapport à 2016 (Ardennes : −2,97 %, France hors Mayotte : +2,11 %).
| 1793  | 1800  | 1806  | 1821  | 1831  | 1836  | 1841  | 1846  | 1851  |
| ----- | ----- | ----- | ----- | ----- | ----- | ----- | ----- | ----- |
| 1 188 | 1 299 | 1 305 | 1 338 | 1 418 | 1 444 | 1 400 | 1 416 | 1 377 |

| 1866  | 1872  | 1876  | 1881  | 1886  | 1891  | 1896 | 1901 | 1906 |
| ----- | ----- | ----- | ----- | ----- | ----- | ---- | ---- | ---- |
| 1 228 | 1 158 | 1 129 | 1 063 | 1 036 | 1 004 | 962  | 934  | 888  |

| 1911 | 1921 | 1926 | 1931 | 1936 | 1946 | 1954 | 1962 | 1968 |
| ---- | ---- | ---- | ---- | ---- | ---- | ---- | ---- | ---- |
| 861  | 835  | 761  | 707  | 701  | 580  | 570  | 539  | 541  |

| 1975 | 1982 | 1990 | 1999 | 2006 | 2011 | 2016 | 2021 | 2022 |
| ---- | ---- | ---- | ---- | ---- | ---- | ---- | ---- | ---- |
| 896  | 854  | 775  | 755  | 748  | 698  | 689  | 662  | 652  |

La croissance démographique constatée entre 1968 et 1975 est liée à l'intégration dans les chiffres communaux de La Hardoye, Mainbressy et Mainbresson.

## Culture locale et patrimoine

### Lieux et monuments
- L'église Saint-Christophe de Rocquigny : une des nombreuses églises fortifiées de Thiérache, lieu de pèlerinage dans l'entre-deux-guerres, avec bénédiction de voitures. Ses deux grosses tours percées de canonnières encadrent son porche.
- L'église fortifiée Saint-Urbain de La Hardoye
- L'église fortifiée Saint-Nicolas de Mainbresson
- L'église Saint-Amand de Mainbressy
- Mairie déléguée de Mainbressy

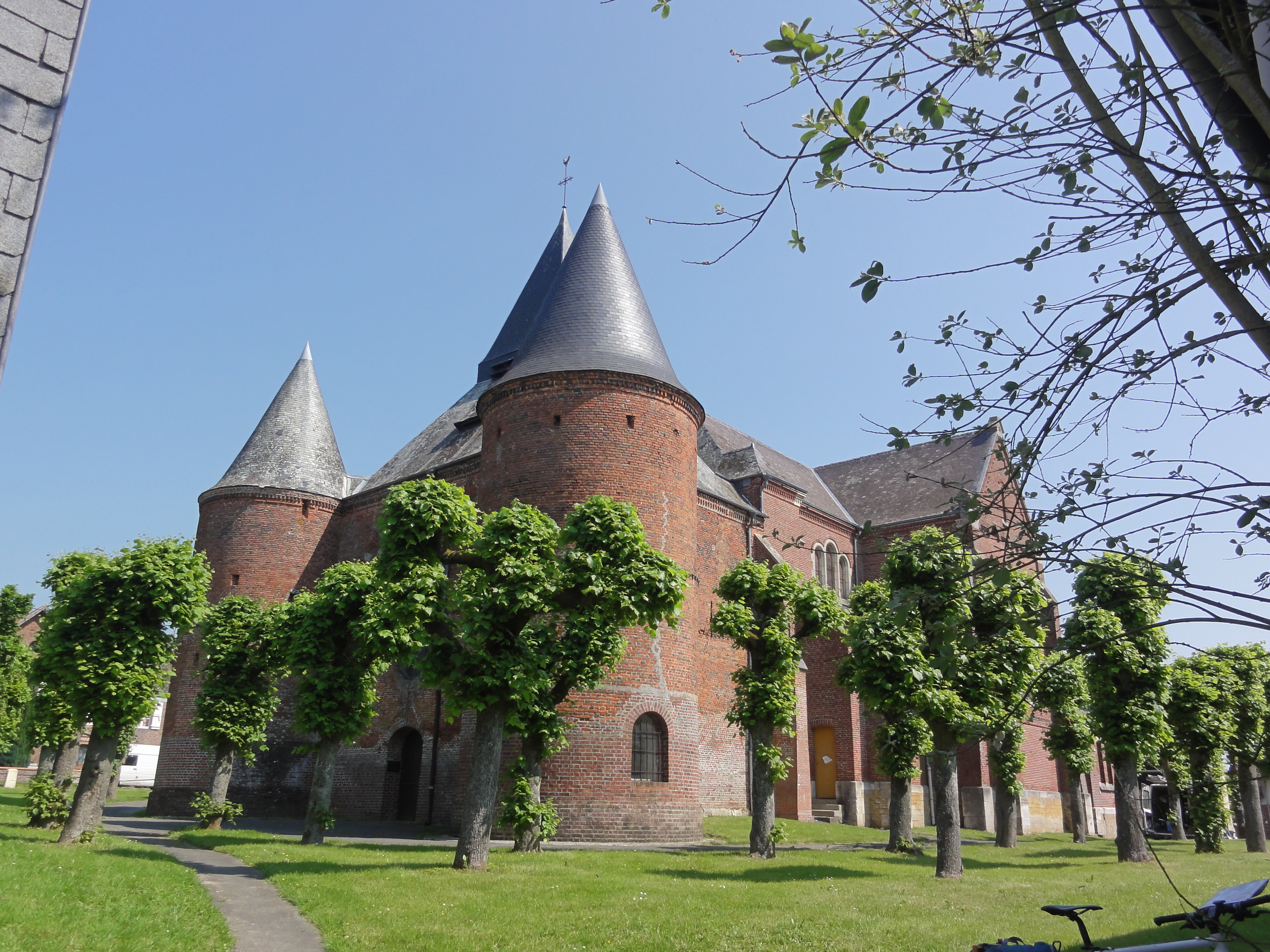
L'église fortifiée de Rocquigny.
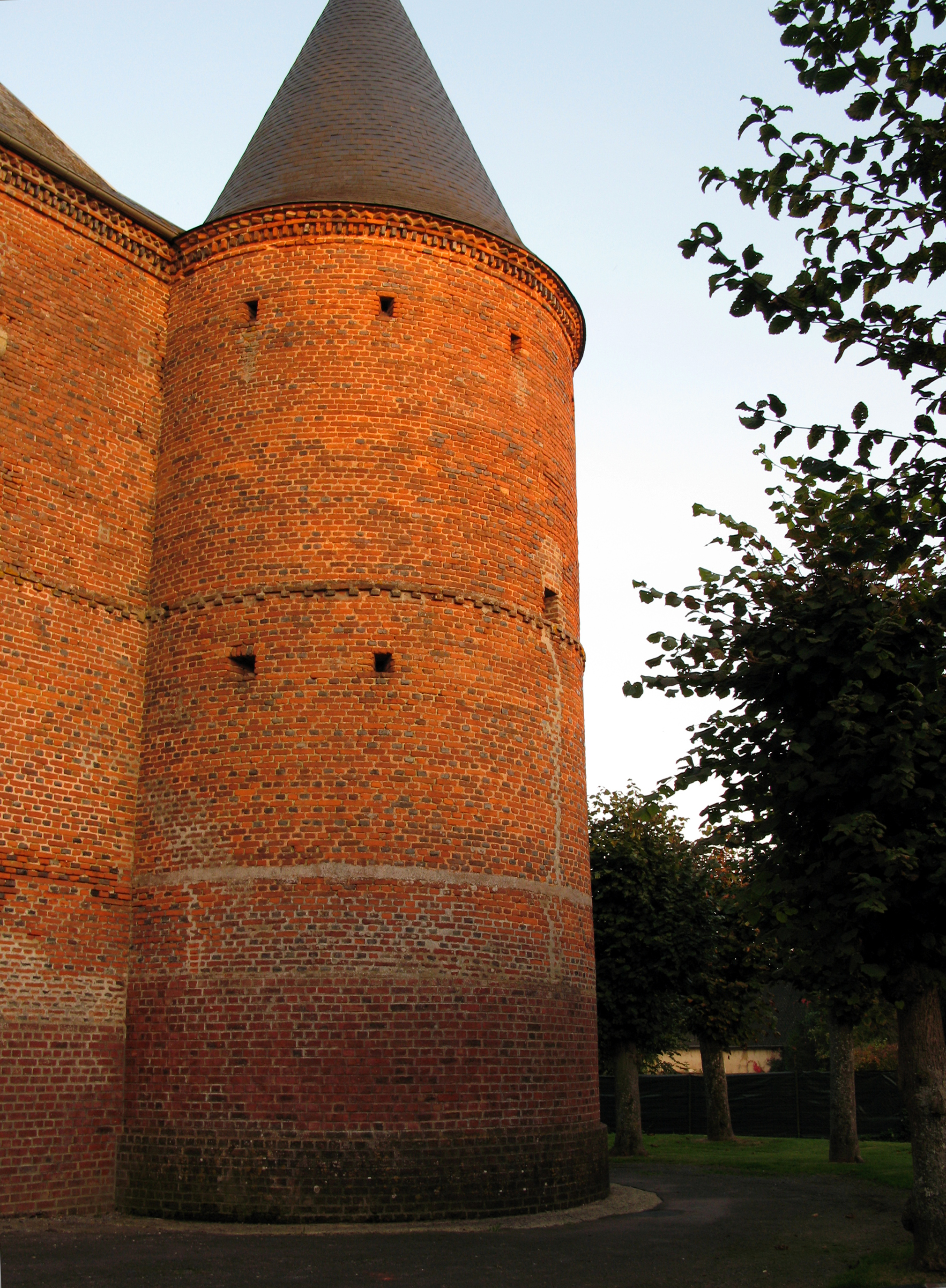
Tour droite de la façade ouest (avec lézarde à leur jonction).
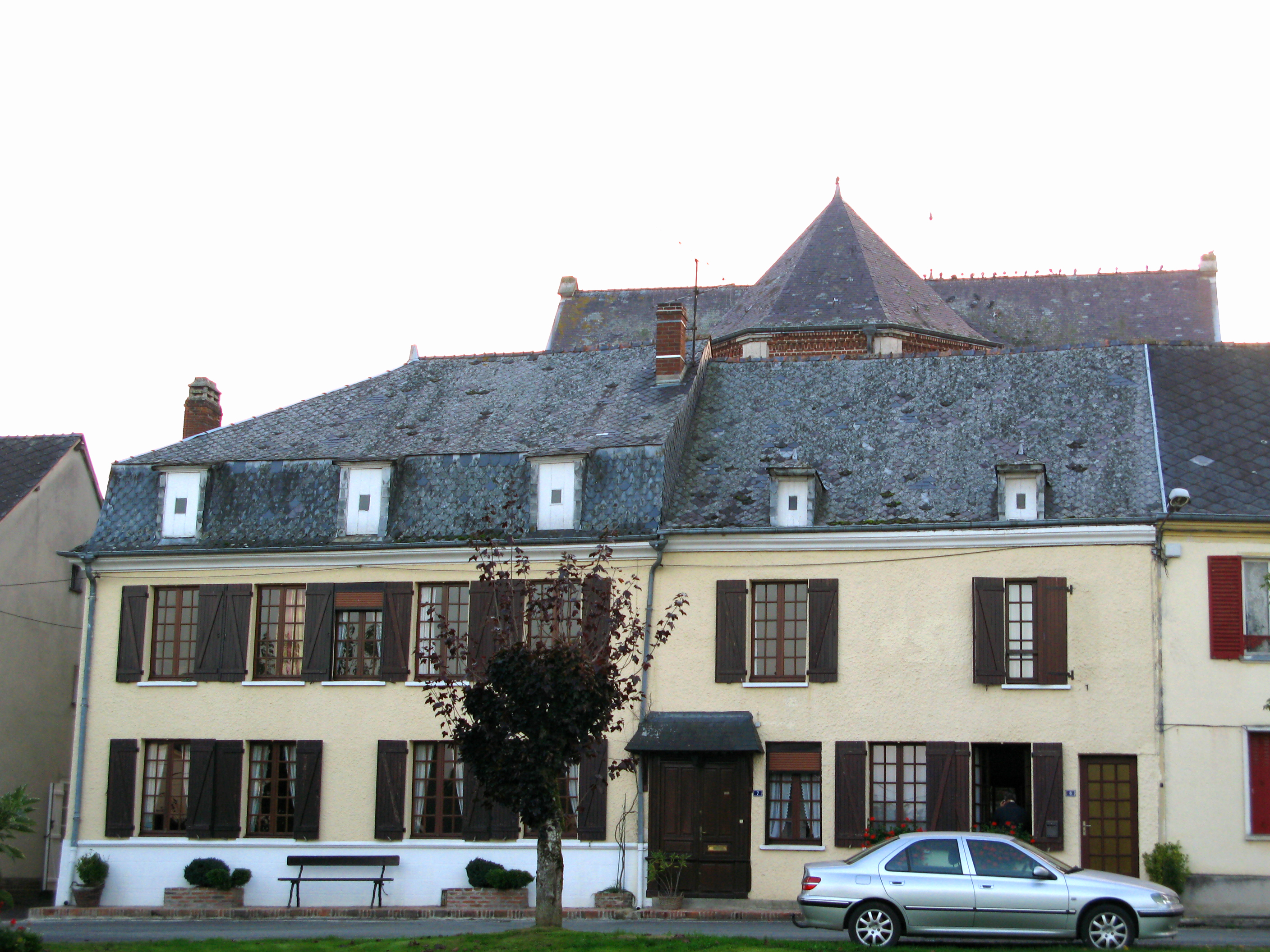
Maisons formant rempart à l'arrière de l'église fortifiée.
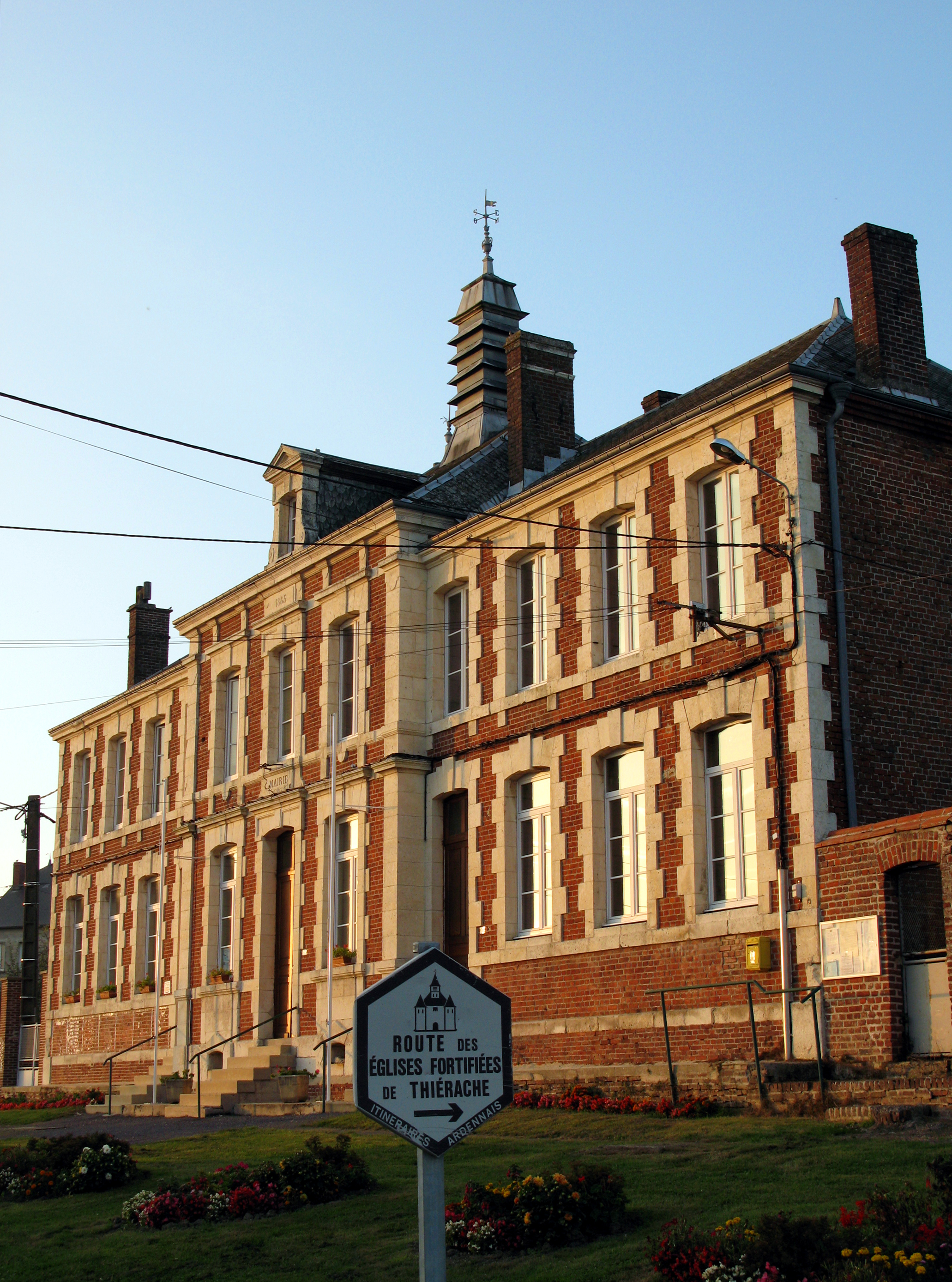
La mairie de Mainbressy avec son élégant clocheton.
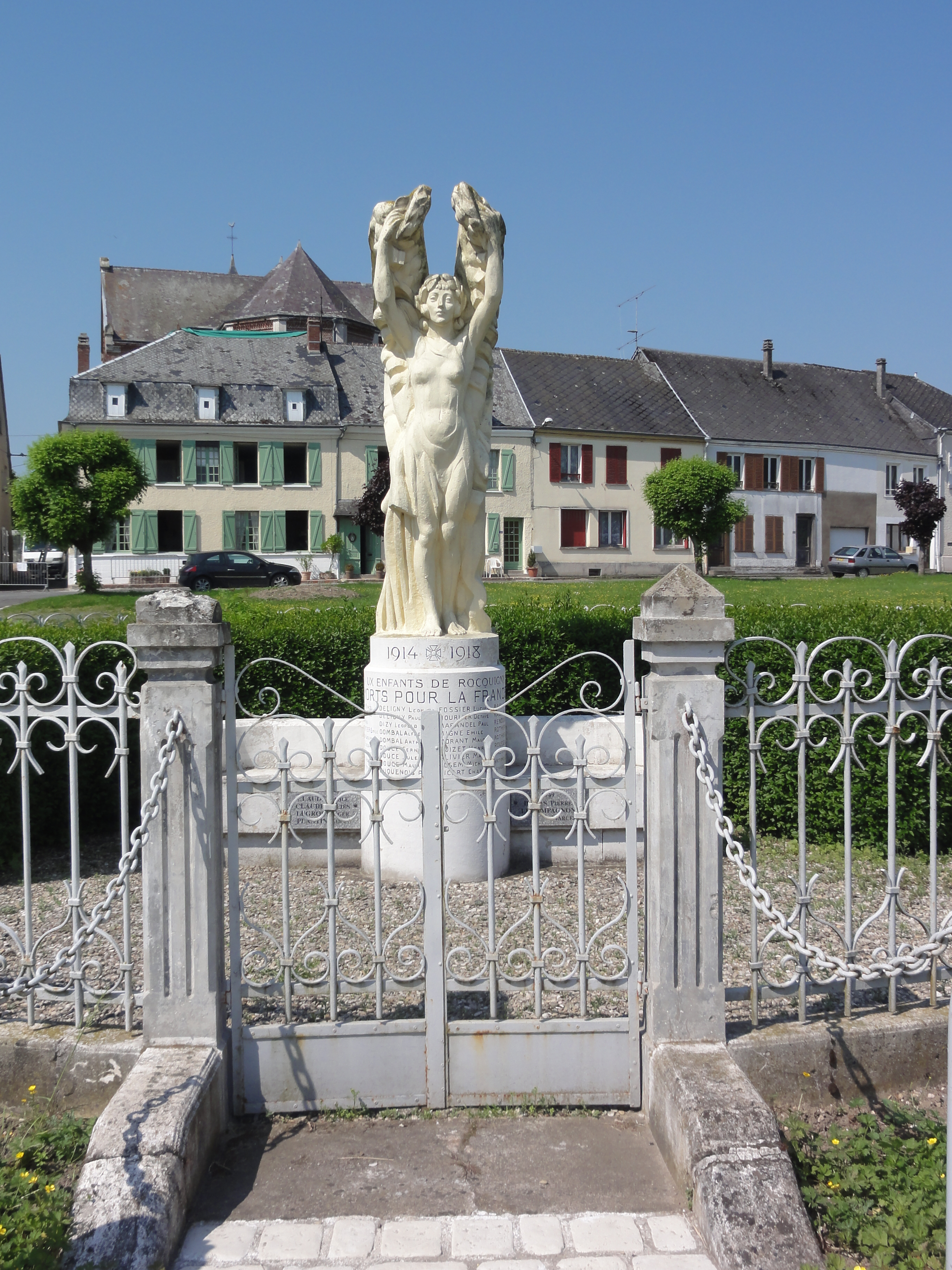
Monument aux morts.

### Personnalités liées à la commune
- Jean-François Pierret (1738-1796), avocat et homme politique, y est né.
- Jean Mermoz (1901-1936), aviateur, a passé une partie de son enfance chez ses grands-parents à Mainbressy et il a acheté une maison bourgeoise, aujourd'hui surnommée château Mermoz, pour sa mère à Rocquigny[30].

### Héraldique
| Armes de Rocquigny | Les armes de Rocquigny se blasonnent ainsi : De gueules au chevron accompagné en chef de deux besants et en pointe d’une mâcle, le tout d’or. |